# Michał Cichy (dziennikarz)
Michał Cichy (ur. 10 marca 1967 w Warszawie) – polski dziennikarz i publicysta związany z „Gazetą Wyborczą”.

## Życiorys
W czasach PRL jako uczeń VI Liceum Ogólnokształcącego im. Tadeusza Reytana w Warszawie (ukończył je w 1985 roku) był jednym z członków 1 Warszawskiej Drużyny Harcerskiej im. Romualda Traugutta „Czarna Jedynka”. Od 1985 był studentem Wydziału Historycznego Uniwersytetu Warszawskiego, pracę magisterską Italia 1655. Z diariusza europejskiej peregrynacji o. Bartłomieja Nataniela Wąsowskiego SJ, napisaną pod kierunkiem Antoniego Mączaka obronił w 1993. Był związany z opozycją polityczną w PRL: pracownik kolportażu wydawnictwa „Głos” Antoniego Macierewicza. Współpracował również z „Przeglądem Katolickim”.
Od 1989 roku dziennikarz „Gazety Wyborczej”. Najpierw pracował w dziale zagranicznym, później w sekretariacie redakcji, a w latach 1993–1998 jako kierownik działu kultury i nieistniejącego już dodatku „Gazeta o Książkach”. Współtwórca, a w latach 1997–2002 sekretarz, Nagrody Literackiej „Nike”.
Najbardziej jest znany z tłumaczonego na wiele języków, m.in. na niemiecki i hebrajski, artykułu Polacy – Żydzi: czarne karty powstania z 1994 roku o mordach na Żydach dokonanych przez niektórych żołnierzy AK i NSZ podczas powstania warszawskiego. Po latach, w tekście opublikowanym w „Gazecie Wyborczej” w grudniu 2006 i w wywiadzie dla miesięcznika „Midrasz” z marca 2007 oraz dla „Dziennika” z lutego 2009 przyznał, że – choć artykuł opisywał potwierdzone fakty – jego druk w 50. rocznicę powstania był błędem. Skrytykował także polityczne zaangażowanie środowiska „Gazety Wyborczej”, pisząc, że w tym pokoleniowym konflikcie zamiast argumentów zaczęto wymieniać epitety a dziennikarzy zastąpili „cyngle”.
W roku 1995 związany ze środowiskami prawicy publicysta Leszek Żebrowski opublikował książkę Paszkwil Wyborczej, w której wypowiedział się co do zarzutów Michała Cichego w jego artykule z „Gazety Wyborczej” w sprawie mordowania Żydów przez niektórych żołnierzy AK i NSZ. Analiza materiałów historycznych, które Michał Cichy przytacza w swojej publikacji, miała wykazać, iż dopuścił się on wielu przeinaczeń i manipulacji. Książka, poprawiona i uzupełniona, była wznawiana w latach 2013 i 2015.
Przez wiele lat współpracował z Amerykańskim Muzeum Pamięci Holokaustu w Waszyngtonie, przeprowadzając wywiady z polskimi świadkami Holokaustu.
W 2014 roku ogłosił tom prozy Zawsze jest dzisiaj (Wydawnictwo Czarne), za który otrzymał Nagrodę Literacką Gdynia. Od grudnia 2014 r. publikuje felietony w „Skarpie Warszawskiej”. W 2017 wydał tom Pozwól rzece płynąć (Wydawnictwo Czarne), za który otrzymał Nagrodę Literacką ArtRage.